# Alsóremete
Alsóremete (ukránul Нижні Ремети [Nizsnyi Remeti]) a Beregszászi járás északkeleti részén, a Borzsa folyó mellett fekvő település Beregszász és Ilosva között.

## Története
Alsóremetén a középkorban egy pálos kolostor állt, amely első említése 1329-ből való, amikor Erzsébet királyné Bereg falu felett, a később remetének nevezett helyen álló pálos kolostornak malomkiváltságot adott. A kolostorhoz valószínűleg falu is tartozott, a malom a Borsova folyó partján üzemelt. A kolostort az 1450-es években rablók dúlhatták fel, és ezután megszűnt.
A 17. században a település fejlődésnek indult, hamar népessé vált. A 18. században a Schönborn család majorsága állt a mai Felsőremete területén, amely a 19. század végére lakosságszámát tekintve utolérte déli szomszédját.
A Szovjetunió időszakában létrehozott itteni állami gazdaság elmaradt a környék hasonló üzemeitől. Így sokan Beregszászban kerestek munkát az iparban. Ukrajna függetlenedésével habár a megélhetési körülmények valamivel romlottak, a falu élete sokban nem változott.
A falu a trianoni békeszerződés előtt Bereg vármegye Tiszaháti járásához tartozott.
2020-ig az északabbra fekvő Felsőremetével alkotott egy községet.

## Gazdaság
A falu önellátó mezőgazdasággal rendelkezik. Kereskedelmet alig folytat.

## Népesség
A község ukrán és ruszin lakosságú. Alsóremetén továbbá 90 fő (6%) cigány kisebbség is él.